# Uddebo
Uddebo – miejscowość (tätort) w Szwecji, w regionie administracyjnym (län) Västra Götaland, w gminie Tranemo.
Według danych Szwedzkiego Urzędu Statystycznego liczba ludności wyniosła: 220 (31 grudnia 2015), 238 (31 grudnia 2018) i 257 (31 grudnia 2019).